# Kamose
Kamose (Ka-met-masi) byl nejdříve za vlády svého otce Sekenenre Taa vojenským velitelem v bojích proti Hyksósům. Po otcově násilné smrti se stal jeho následníkem a králem Horního Egypta. Je řazen k posledním králům 17. dynastie. Jeho vláda se odhaduje na 5 roků v rozmezí přibližně mezi lety 1555 až 1550 př. n. l.

## Vláda

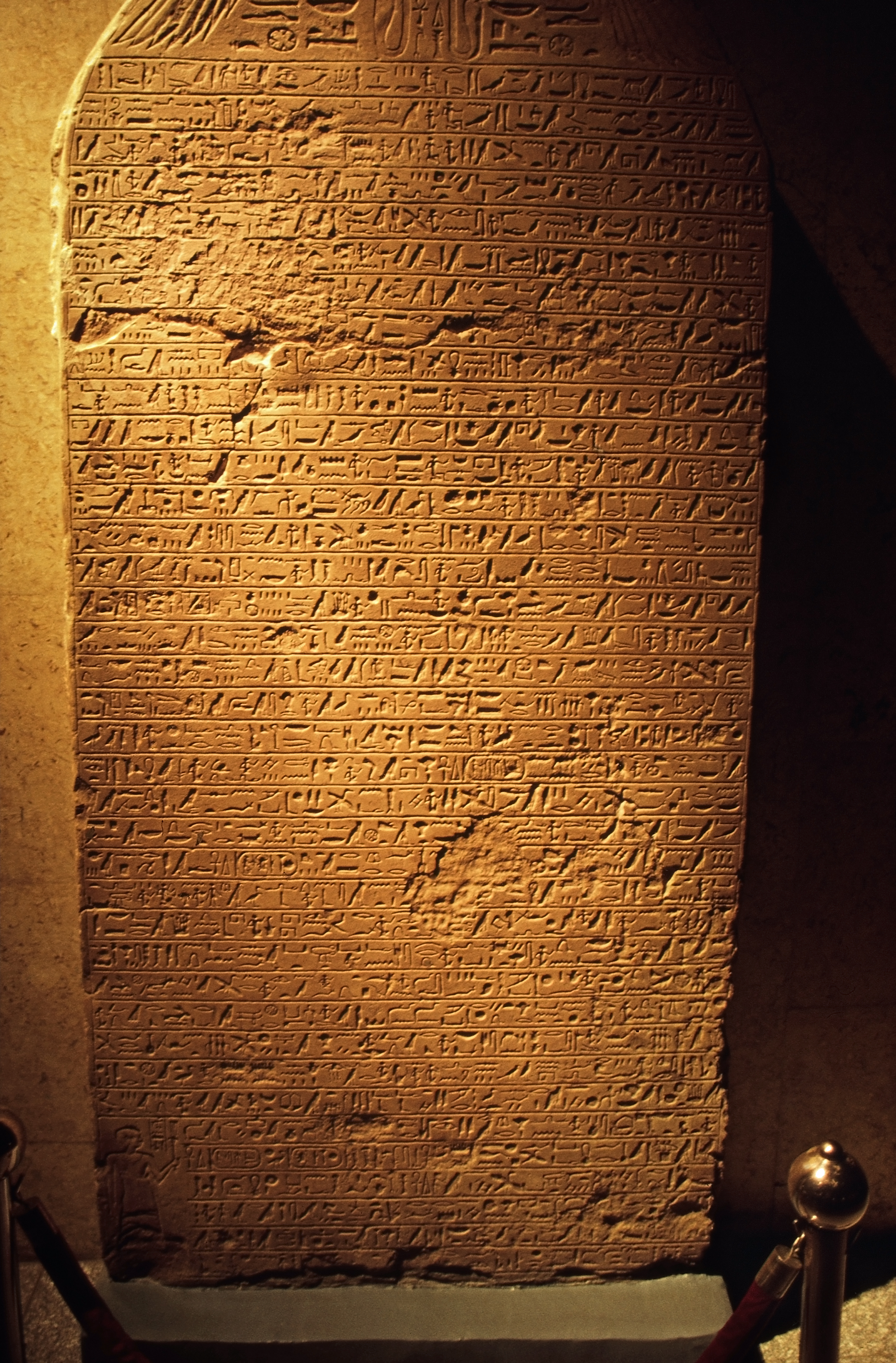
Stéla Kamose o vítězství nad Hyksósy; Museum Luxor

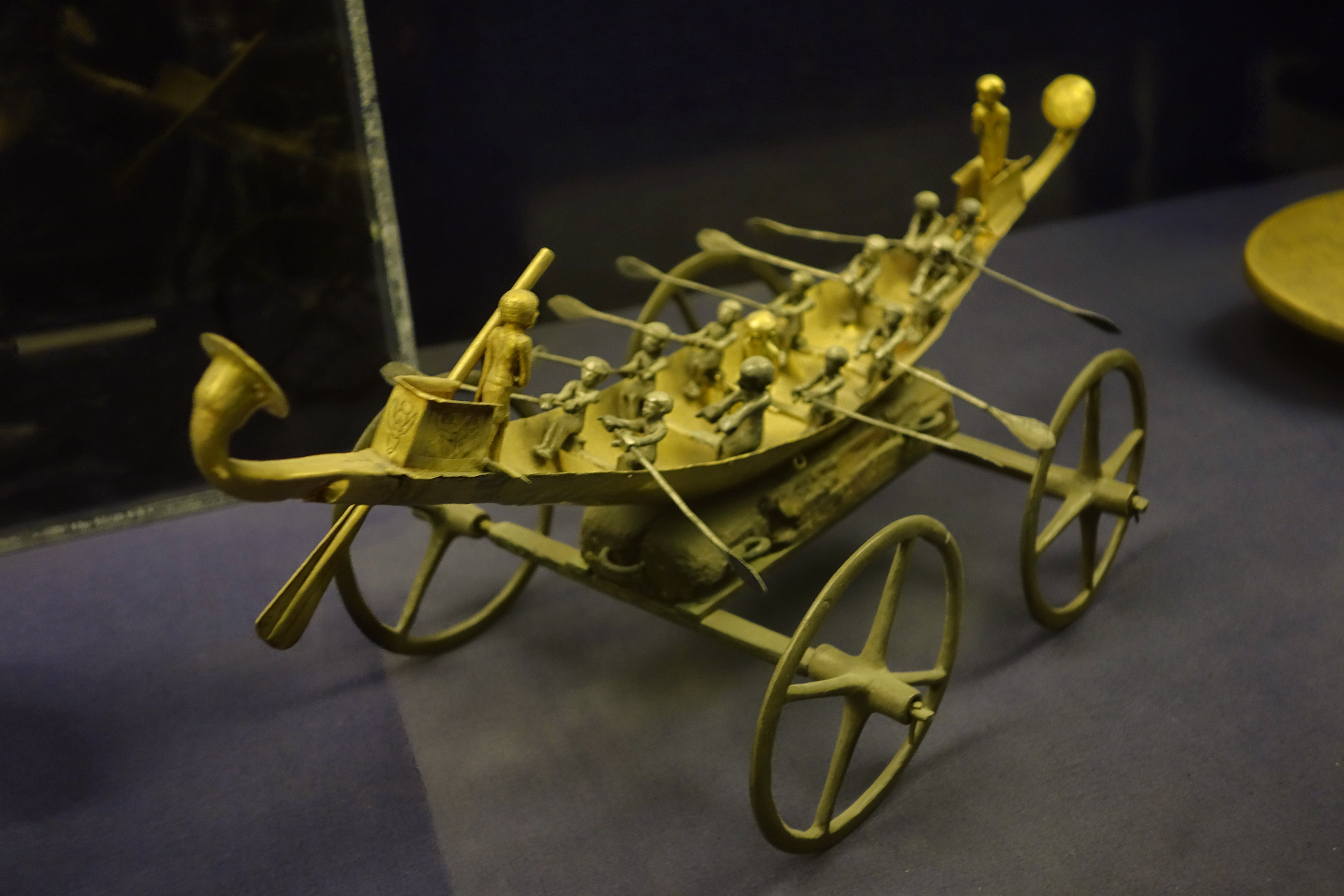
Bárka z 17. dynastie

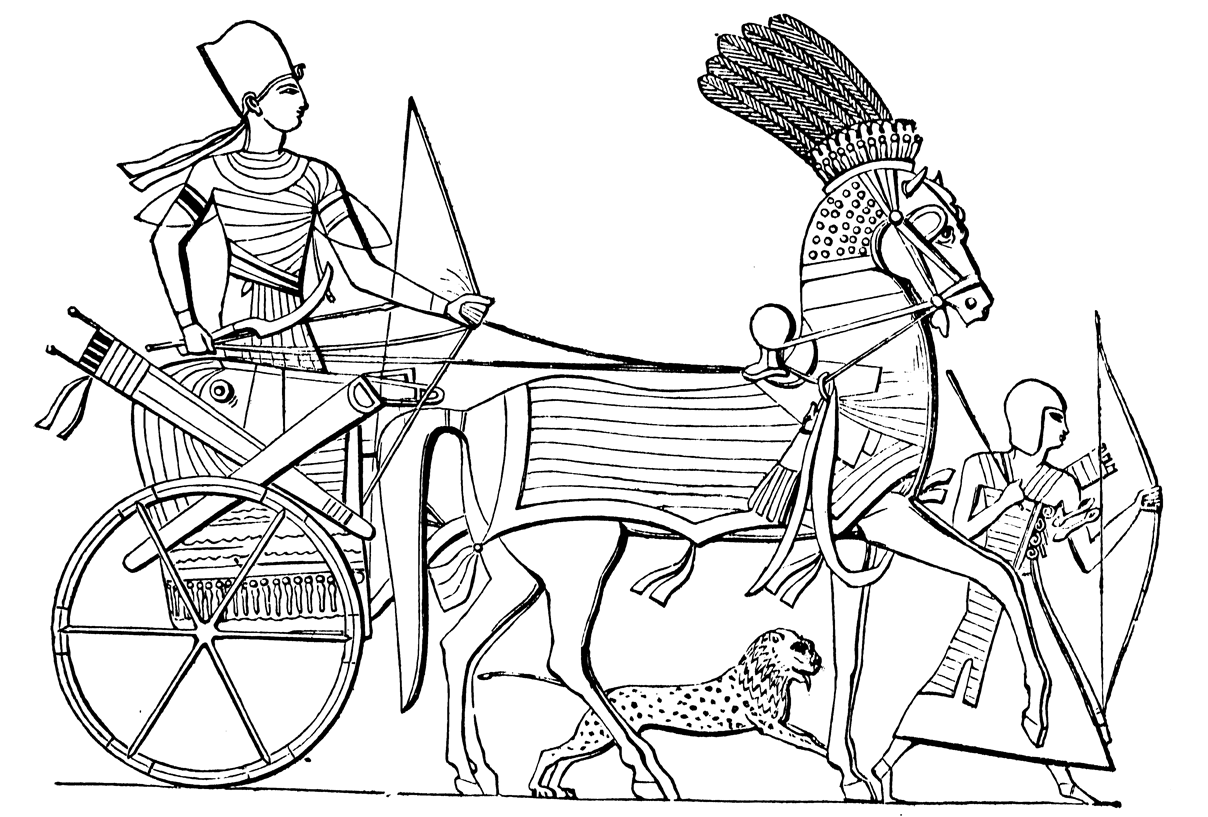
Egyptský válečný vůz „Tutankhamun-class“; 19. dynastie

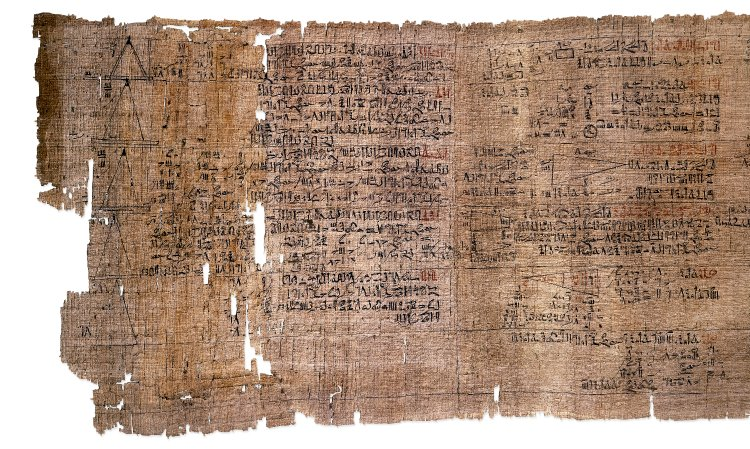
Rhind matematický papyrus, Britské Museum

Celá historie vlády Kamose se vztahuje k jeho boji proti Hyksósům, kteří již téměř dvě století částečně ovládali Dolní Egypt a nakonec v 15.dynastii ovládli podstatnou část úrodného severu v nilské deltě. Egypťané vládli z Vesetu Hornímu Egyptu a části sousedící Núbie. Je zřejmé, že po celou dobu rozdělení země docházelo k vojenským střetům z obou protivných stran. Vojenské úspěchy Egypťanů se za vlády Kamose množily, přispěla k tomu, jednak spoluúčast nubijských nomádských harcovníků a jednak zlepšená vojenská výzbroj, mezi jinými to byly válečné vozy přizpůsobené k pohybu po pevnině, tak po vodě, zejména pak bárky pro přepravu vojsk a zásob po Nilu. Obdobně byly používány dvoukolové válečné vozy, v odkazech označované jako „válečné vozy třídy Tutanchamon“. Používání válečných dvojkolek je doloženo i pro dobu vlády Hyksósů.
Historie těchto dějů jsou zaznamenány na dvou stélách, jedna postavená v Karnaku, druhá sestávající z několika fragmentů, byla nalezena v roce 1954 v sále soch paláce Ramesse II. Na druhé stéle jsou vylíčeny Kamosovy vojenské úspěchy v boji proti Hyksósům (přepis hieroglyfického textu):
„...Tvář Dolnoegypťana nebyla ode mne odvrácena. Začal se mne bát, už když jsme se stále plavili na sever, ještě než jsme bojovali. Než jsem ho dostihl, uviděl pomoc. Ale já jsem ho zajal na cestě a nedovolil mu tam dorazit . Pak jsem ho poslal zpět, propustil jsem ho na východě Atfíhu (město ve středním Egyptu). Má síla vnikla do jeho srdce a jeho smysly byly ochromeny, když mu jeho posel řekl, co jsem udělal Kynopolitskému (?), nomu jenž býval na jeho území. Vyslal jsem napřed silnou skupinu, která šla po souši, aby zpustošila oázu Bahríja, zatímco já jsem byl v el-Kes, abych zabránil cizímu vojsku být mi v zádech. Plul jsem na jih, odvážně a radostně, ničil jsem každého nepřítele, který byl po cestě. Jak skvělá plavba proti proudu vládce, nechť žije, je zdráv a prospívá jeho vojsku. Nikdy jsme neprohráli, nikdo nepátral po svém společníku a jejich srdce netruchlila. Do kraje Théb jsem dorazil v době záplav. Každá tvář zde byla šťastná, Théby slavily. Muži a ženy k sobe přicházeli, každá žena objímala svého druha, žádná tvář nebyla potřísněna slzami. Zanechal jsem sochu Amona uvnitř jeho chrámu na místě, kde se říká: „Přijmi všechny dobré věci, jako tento meč, synu Amonův, nechť žiješ, jsi zdráv a prospíváš, králi Vadjcheperre Kamose, udatný, nechť žiješ, jenž sis podmanil jih a sever, jenž se zmocňuješ země svou chrabrostí, nechť žiješ, jsi zdráv a prospíváš, tvé srdce je spokojeno s tvým „ka“ jako Re navěky.“ Jeho Veličenstvo rozkázalo svému šlechtici a nomarchovi, jedinému tajemníku paláce a předáku celé země, pokladníku krále Dolního Egypta, ochránci obou zemí, vůdci , dozorci dvora, statečnému Nešimu: „Nechť všechno, co mé Veličenstvo udělalo udatného je zaznamenáno na stéle, která navěky spočine na místě v Karnaku v Thébském nomu.“ Pak Neši řekl Jeho Veličenstvu: „Budu jednat v souladu se vším tím, co mi můj pán rozkázal.“...
Hyksósové: vládci cizích zemí
Vítězství Kamose nad Hyksósy nebylo podle historických zdrojů úplné, boj úspěšně pokračoval i za vlády Kamosova nástupce a jeho bratra Ahmose I., zakladatele 18. dynastie a Nové říše.

## Hrobka
V roce 1913 Herbert Eustis Winlock (americký archeolog Metropolitního muzea) identifikoval malou pyramidu v Birabi (Dra Abú el-Naga) s rozměry čtvercové základny o straně jen 8 metrů, zbudovanou z hliněných cihel. Malý záhrobní komplex zahrnoval chrám s obvodovou stěnou. Podzemní prostory nebyly dosud prozkoumány. Egyptologové pyramidu přisoudili faraonu Kamosovi a také jeho bratru Ahmosovi I., zakladateli 18. dynastie.

## Regenerace
Druhá přechodná doba mezi koncem vlády 12. dynastie až do konce 17. dynastie a počátkem 18. dynastie trvala přibližně 230 až 250 let. To je období, ve kterém se v populaci vystřídalo téměř deset generací se svými zvyklostmi, zkušenostmi z denního života a pamětí kulturních souvislostí. První fáze Druhé přechodné doby byla charakteristická invazními výboji příchozích skupin ze syropalestického severu, které byly identifikovány s Hyksósy. Atributy tohoto období odpovídají stádiu „kolapsu civilizace“ definovanému Miroslavem Bártou. 15. dynastie s centrem v Avaris ve střední fázi Druhé přechodné doby byla dobou stabilizace společnosti, vzájemné asimilace, prolínání kultur a formování nových prvků do kultury, osvojení si egyptského písma, jazyka, architektury a mocenských struktur. V poslední fází Druhé přechodné doby, koncem 17. dynastie za vlády hornoegyptslého krále Sekenenre Taa a jeho následníka Kamose, se jejich mocensko-vojenské schopnosti obrátily proti vládě Hyksósů a za vlády Ahmose I., přibližně ve 20. roce jeho vlády, byl tento proces opětného sjednocení země završen. Druhé přechodné období nahradila postupně prosperující 18. dynastie a historicky významná Nová říše. 
Podle dostupných zdrojů období hyksóského vpádu, jejich vlády coby 15. dynastie a vlastně celé Druhé přechodné období nebylo jen dobou násilí či barbarského ničení dřívějších kultur. Ve společnosti se obnovily nejen tradiční kulturní prvky, ale také nově osvojené, správní systémy, architektura, vojenské schopnosti, a také literární, jak dokládají zachované texty v Papyru Westcar. Celkově lze tedy poslední fázi přechodného období označit za proces „regenerace civilizace“ ze střední bronzové éry. Při posuzování Druhé přechodné doby je nezbytné respektovat širší rámec dějinných souvislostí nejen v Egyptě, ale také v oblasti celého Blízkého východu. K paralelní historii přispívaly děje v říši Chetitů, Asyřanů a dalších mocenských celků, které měly vliv na populační transfery.

## Fotogalerie

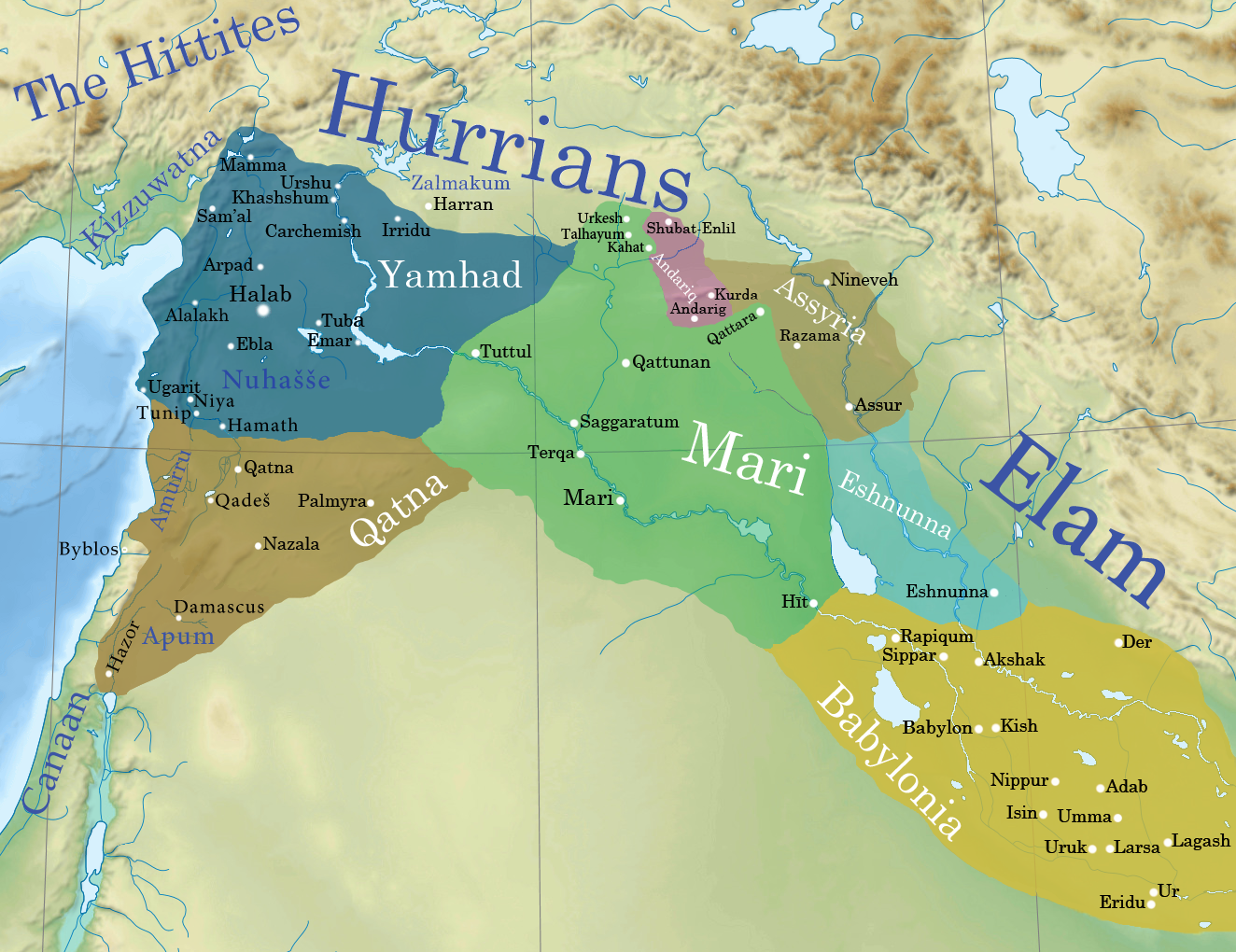
Politická mapa Středního východu kolem roku 740 př. n. l.
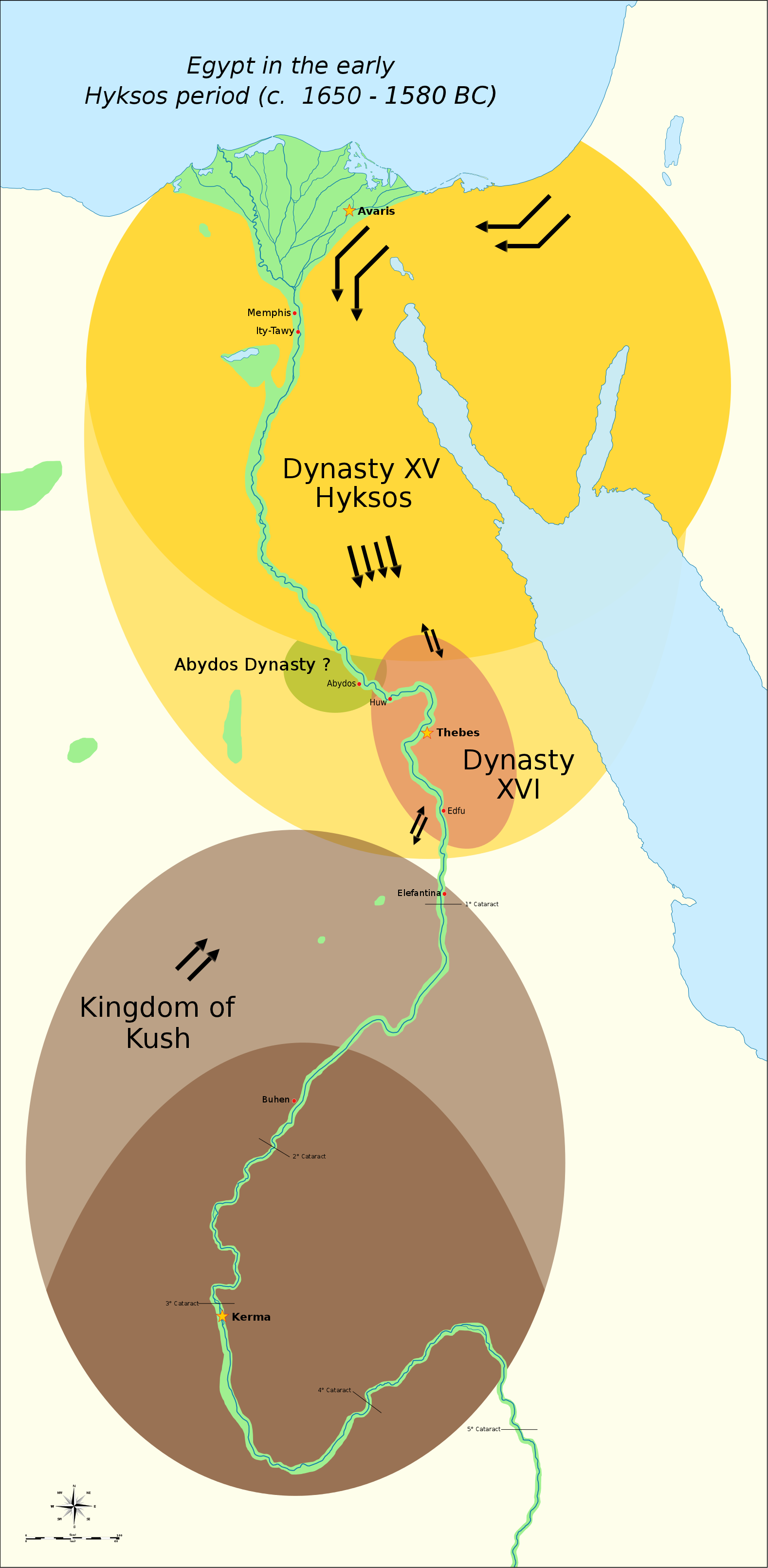
Mapa z období Hyksóské 15. dynastie (cca 1790–1550 př. n. l.)
Mapa Středního východu kolem roku 1450 př. n. l.
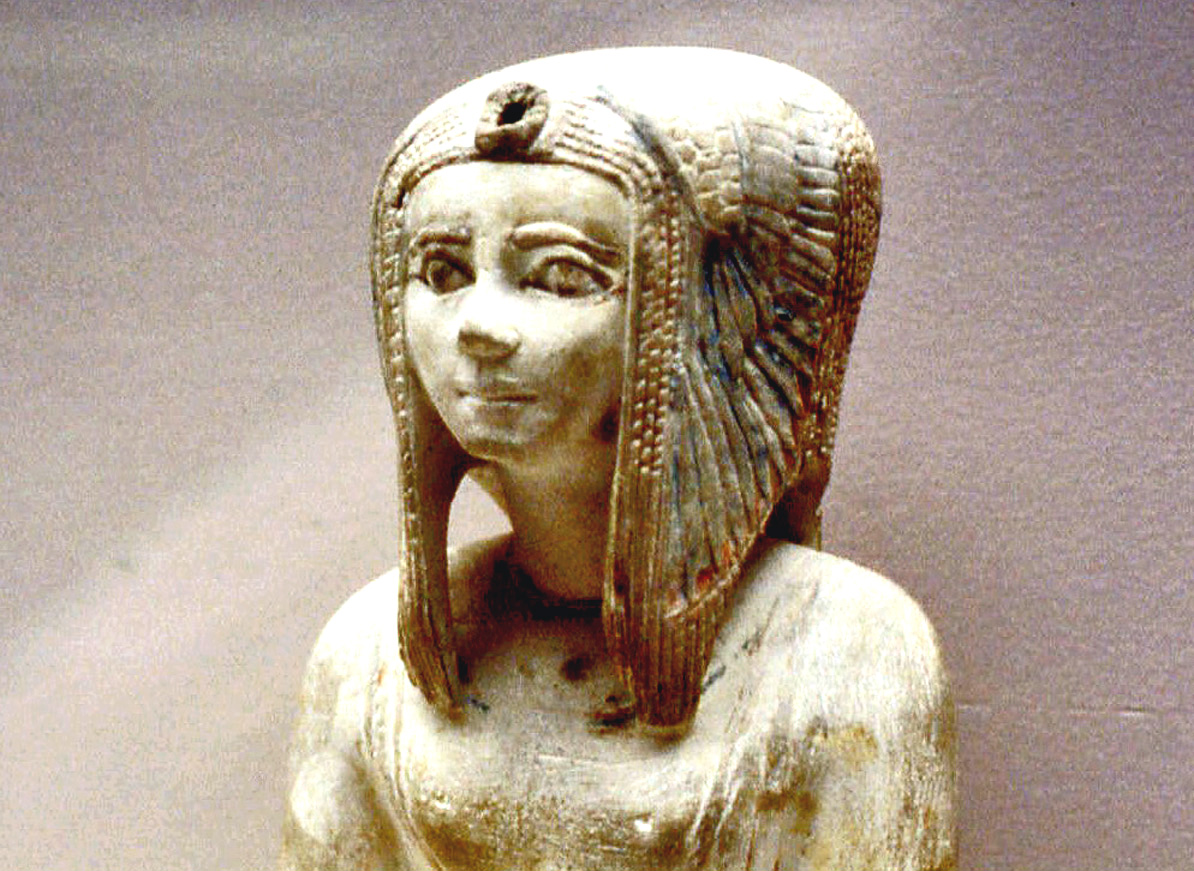
Královna Tetišeri; nález z Dra Abú el-Naga
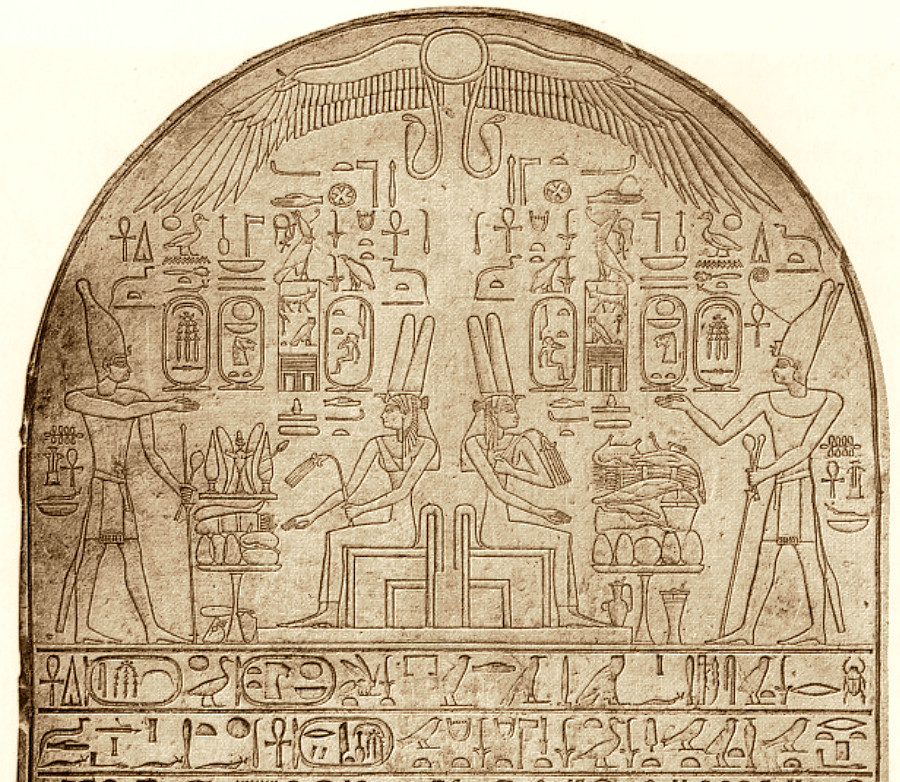
Stéla Ahmose I. (bratra Kamose) uctívající svoji matku Tetišeri
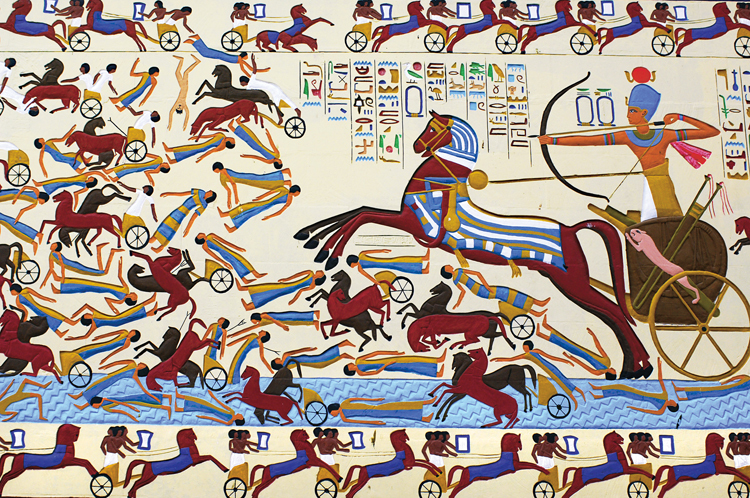
Ahmose I. v boji proti Hyksósům
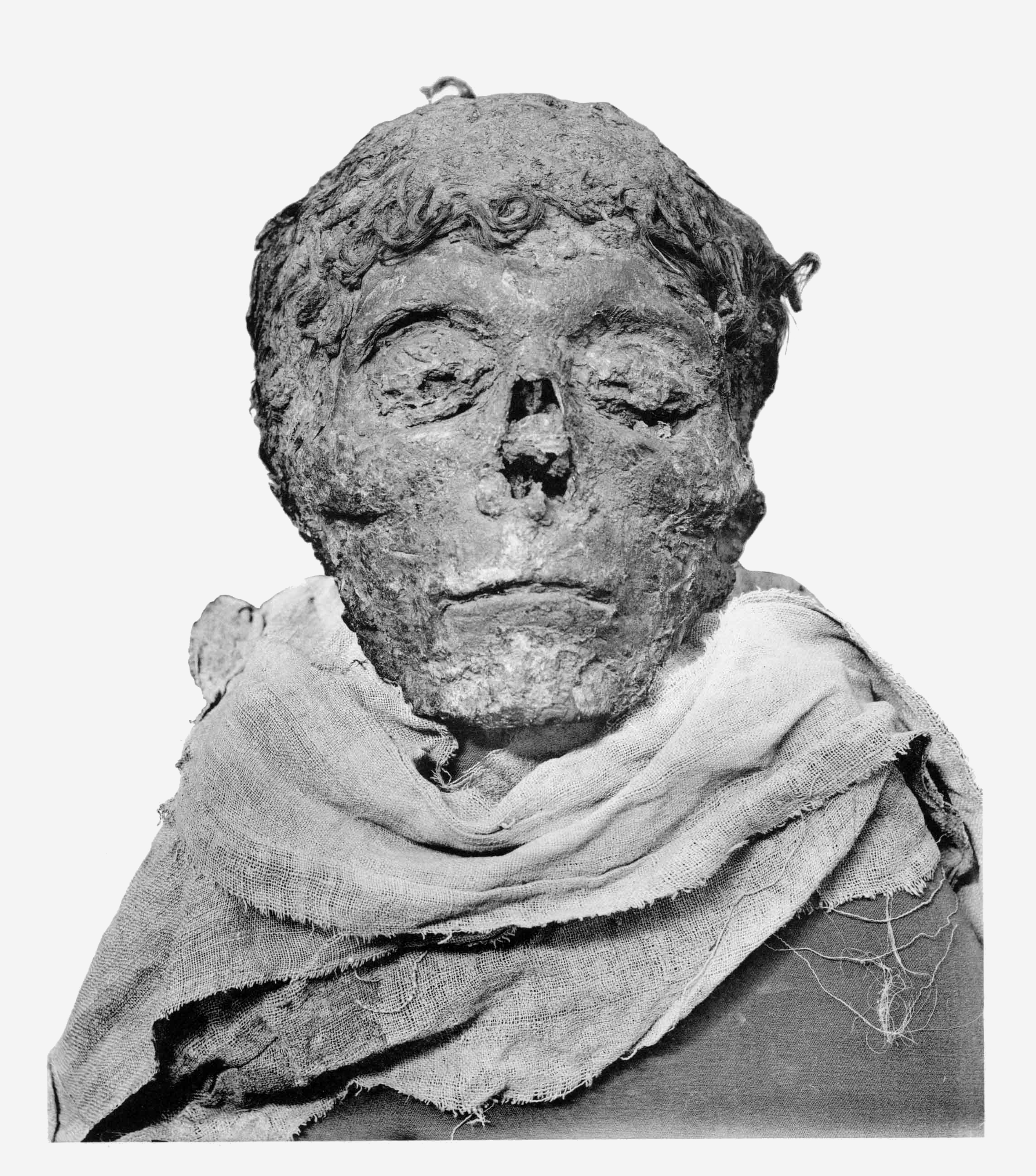
Mumifikovaná hlava faraona Ahmose I.